# Thomas Willeboirts Bosschaert
Thomas Willeboirts,   detto Bosschaert (Bergen op Zoom, 1613 – Anversa, 23 gennaio 1654), è stato un pittore, disegnatore e incisore olandese del secolo d'oro.

## Biografia

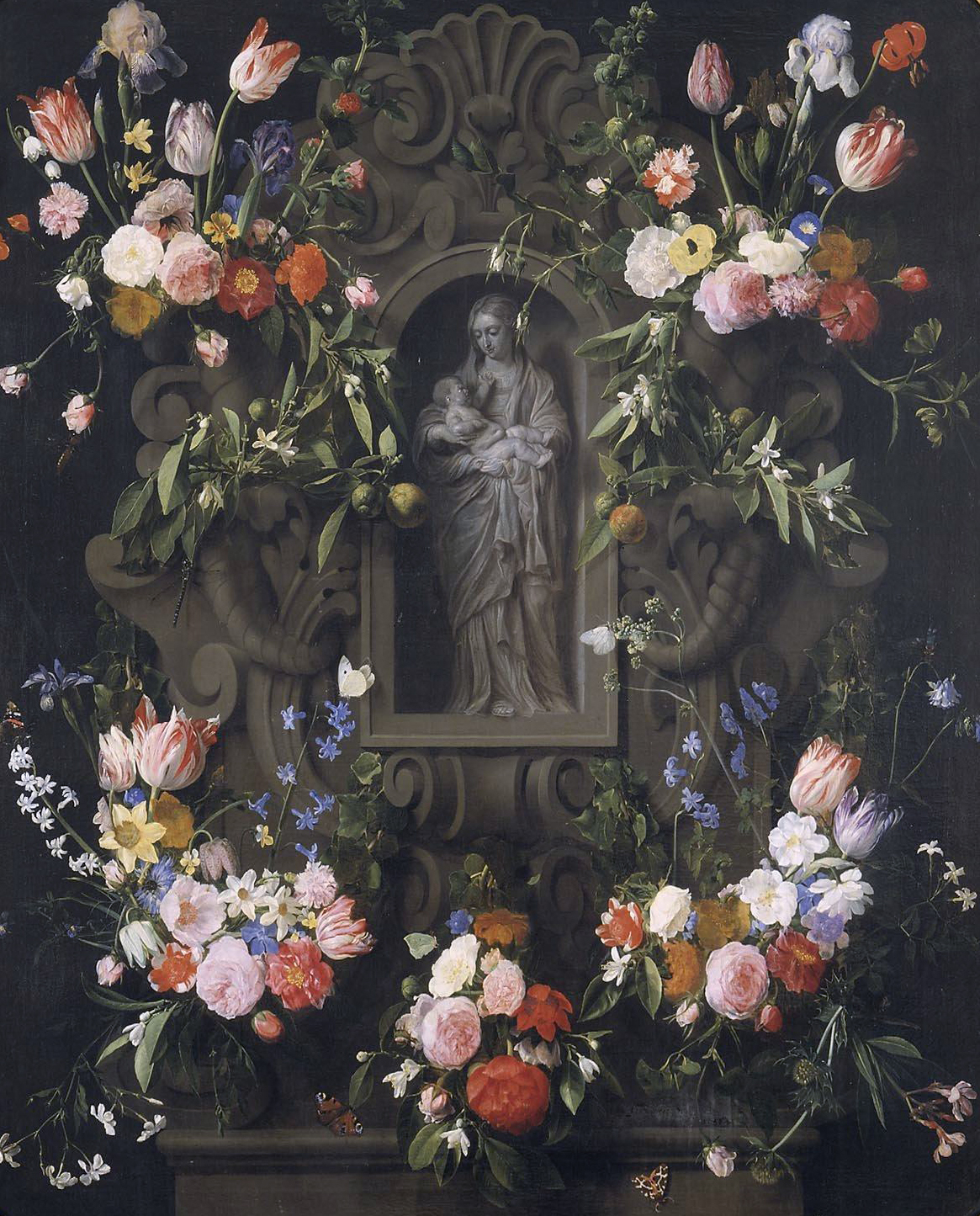
Ghirlanda di fiori (Daniel Seghers) con una scultura della Vergine Maria (Willeboirts)

Figlio di Pieter Willeboirts e di Cornelia Thomasdr., fu allievo di Gerard Seghers ad Anversa a partire dal 1628. Il 7 agosto 1637 ottenne la cittadinanza di questa città e nello stesso anno entrò a far parte della locale Corporazione di San Luca, divenendone il decano nel 1649.

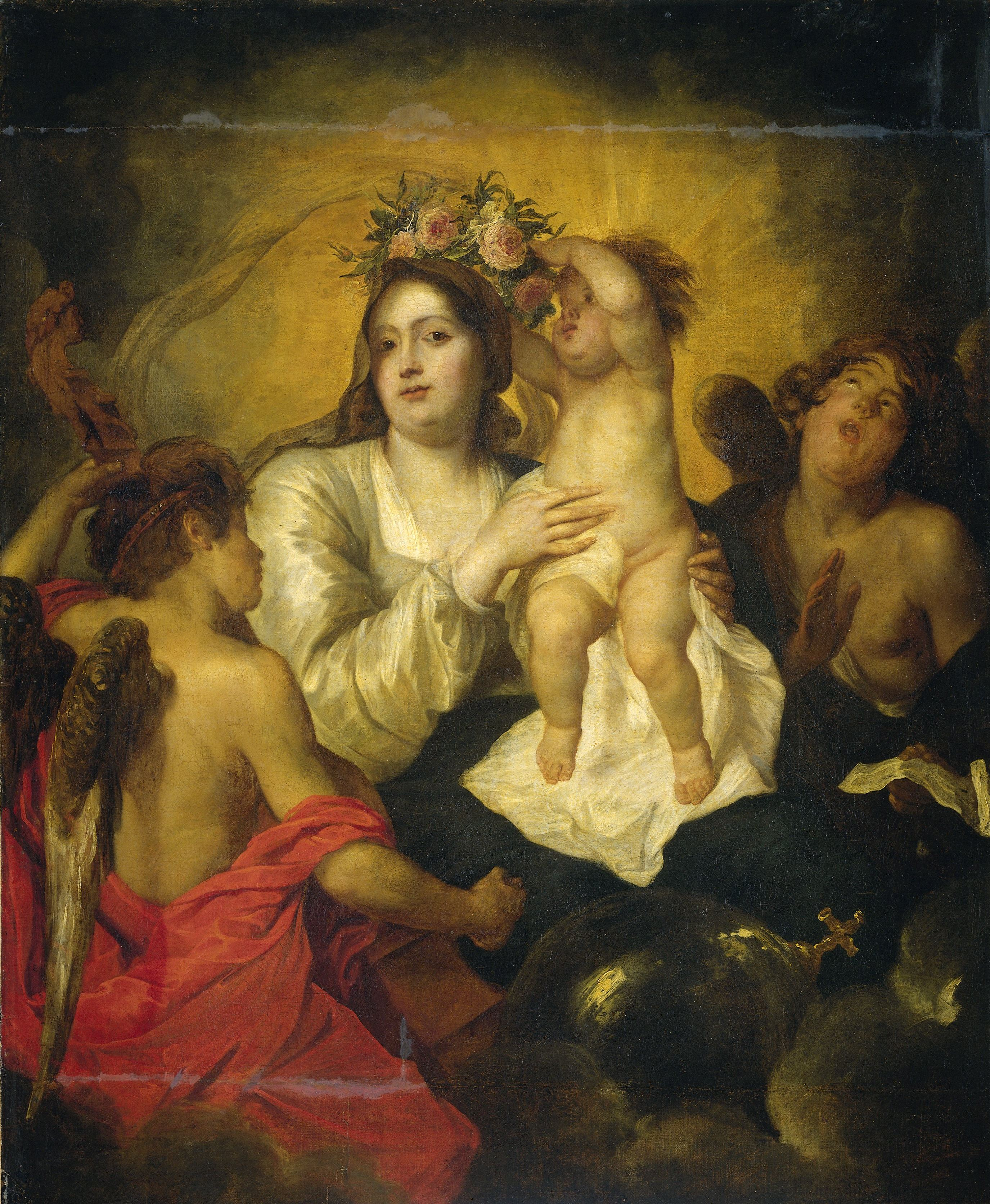
Apoteosi della Vergine

Viaggiò per tre anni in Germania, Italia, in particolare Roma, e Spagna, per perfezionare il suo stile.
Tra il 1642 e il 1647 lavorò su commissione dello Stadtholder Federico Enrico d'Orange e del figlio Guglielmo, realizzando diciassette dipinti di soggetto mitologico. Assieme ad altri maestri fiamminghi, come Jacob Jordaens, Theodoor van Thulden, Pieter Soutman, Gonzales Coques, partecipò alla decorazione dell'Orangezaal a Huis ten Bosch.
Nel 1650 comprò casa nei pressi dell'atelier di Jan Brueghel. Morì celibe nel 1654 e la sua tomba fu ornata da una scultura di Artus Quellinus. Il suo allievo Joannes van Erlewyn ricevette un lascito notevole, composto tra l'altro da tutti i suoi disegni.

## Profilo artistico
Willeboirts Bosschaert fu un pittore piuttosto eclettico: rappresentò soggetti storici, religiosi, mitologici e animali, eseguì ritratti e nature morte di frutta.
Il suo stile risente dell'influsso di Antoon van Dyck, che potrebbe aver conosciuto tra il 1634 e il 1640 e le cui opere era solito copiare, e di Peter Paul Rubens, tanto da poterlo considerare un loro seguace.
Era particolarmente famoso ad Anversa per la pittura dei cavalli. Sua caratteristica era il disegno di volti allungati dall'espressione un po' languida e un utilizzo del colore delicato ed armonioso.
Collaborò con altri artisti, tra cui Cornelis Schut I al Martirio di San Giorgio e Jan Davidsz. de Heem.
Ebbe svariati allievi tra cui Hendrick Berckman, Pieter Borsseler, Joannes van Erlewyn, Jan Baptist Jaspers, Frans Muntsaert e Pieter van der Willigen.
Molti artisti, tra cui Ferdinand Bol, Caesar van Everdingen e J.Backer, furono influenzati dalle sue opere.

## Alcune Opere
- Autoritratto, olio su tela, 76 × 67 cm, 1637, Noordbrabants Museum, 's-Hertogenbosch[5]
- Ghirlanda di fiori con una scultura della Vergine Maria, olio su tela, 151 × 122,7 cm, 1645, Mauritshuis, L'Aia, in collaborazione con Daniel Seghers[6]
- Assunzione di Sant'Antonio da Padova, olio su tela, 336 x 196 cm, 1650 circa, Museo Nacional de Escultura, Valladolid[7]
- Apoteosi della Vergine, olio su tela, 141 × 115 cm, Rijksmuseum, Amsterdam[8]
- Cupido trionfante tra emblemi d'arte e guerra, olio su tela, Nationalmuseum, Stoccolma[9]
- Immacolata concezione, olio su tela, 655 x 464 cm, Museo Nacional de Escultura, Valladolid[10]
- Ritratto di Pieter de Jode II, inciso da Pieter de Jode II[11]
- Martirio di San Giorgio[3]
- Martirio di San Basilio[4]
- Tre angeli annunciano ad Abramo la nascita d'Isacco[12]
- San Villibrordo in adorazione davanti alla Sacra Famiglia[2]